# Rare (альбом Дэвида Боуи)
Rare — сборник песен Дэвида Боуи, был издан лейблом RCA Records с целью подзаработать на материале известного музыканта, в период рождественских праздников 1982 года. Уже тогда, отношения Боуи с RCA были на нуле — он записал для них свою последнюю работу Baal (EP), и был раздосадован тем, что лейбл выпустил без его согласия сингл «Peace on Earth/Little Drummer Boy» — дуэт с Бингом Кросби пятилетней давности. Боуи дал понять, что он был недоволен изданием Rare, и подпишет контракт на следующий альбом с фирмой EMI. Все песни сборника, впервые издавались на грампластинках и кассетах.
Сборник содержит раритетные песни, записанные в период с 1969 по 1980 годы. Издание сборника на компакт-дисках кажется маловероятным, так как большая часть материала доступна на других компиляциях музыканта.
Сборник достиг 34-й строчки в хит-параде Великобритании и никогда не издавался в Соединённых Штатах.

## Список композиций
Все песни написаны Дэвидом Боуи, за исключением отмеченных.

### Первая сторона
1. «Ragazzo Solo, Ragazza Sola» (Боуи, Могол) — 5:02
  - Италоязычная версия песни «Space Oddity», была издана как сингл на территории Италии в 1969 году
2. «Round and Round» (Чак Берри) — 2:41
  - Кавер-версия композиции Чака Берри «Around and Around», была записана во время сессий к альбому Ziggy Stardust, и выпущена как би-сайд сингла «Drive-In Saturday»
3. «Amsterdam» (Жак Брель, Морт Шуман) — 3:25
  - Кавер-версия композиции Жака Бреля, была записана во время сессий к альбому Ziggy Stardust, и выпущена как би-сайд сингла «Sorrow»
4. «Holy Holy» — 2:15
  - Обновленная версия сингла Боуи 70-х годов, была записана во время сессий к альбому Ziggy Stardust sessions, и выпущена как би-сайд сингла «Diamond Dogs»
5. «Panic in Detroit» — 5:49
  - Концертная запись, была записана во время одного из шоу для David Live, и была выпущена как би-сайд сингла «Knock on Wood»
6. «Young Americans» — 3:11
  - Американская версия сингла

### Вторая сторона
1. «Velvet Goldmine» — 3:08
  - была записана во время сессий к альбому Ziggy Stardust, и выпущена как би-сайд сингла «Space Oddity», переизданного в 1975 году
2. «Helden» (Боуи, Брайан Ино, Антониа Маасс) — 6:07
  - Версия композиции «„Heroes“» с английской и немецкой лирикой, была издана как сингл в Западной Германии в 1977 году
3. «John, I’m Only Dancing (Again)» — 3:26
  - Сингл версия
4. «Moon of Alabama» (Бертольт Брехт, Курт Вайль) — 3:51
5. «Crystal Japan» — 3:07

## Хит-парады
| Год  | Хит-парад             | Высшая позиция |
| ---- | --------------------- | -------------- |
| 1983 | UK Album Chart        | 34             |
| 1983 | Norway's Album Charts | 11             |